# Csepel (entreprise)
Pour les articles homonymes, voir Csepel.

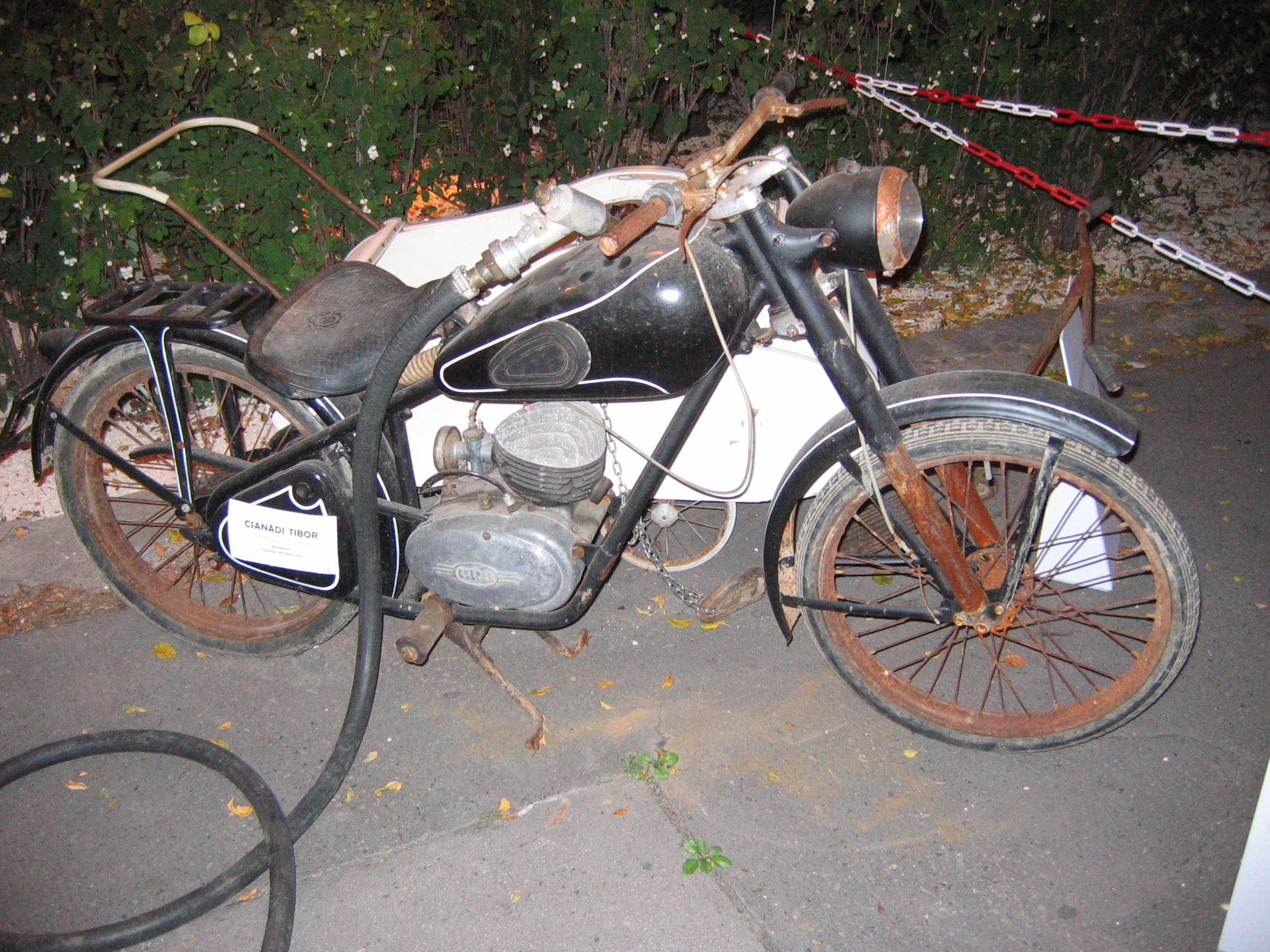
Une 125 Csepel de 1950

Csepel est un constructeur d'engins mécaniques hongrois (du nom d'un quartier de Budapest).
Il commercialisa des motocyclettes sous sa propre marque et sous la marque Pannónia ainsi que des camions.

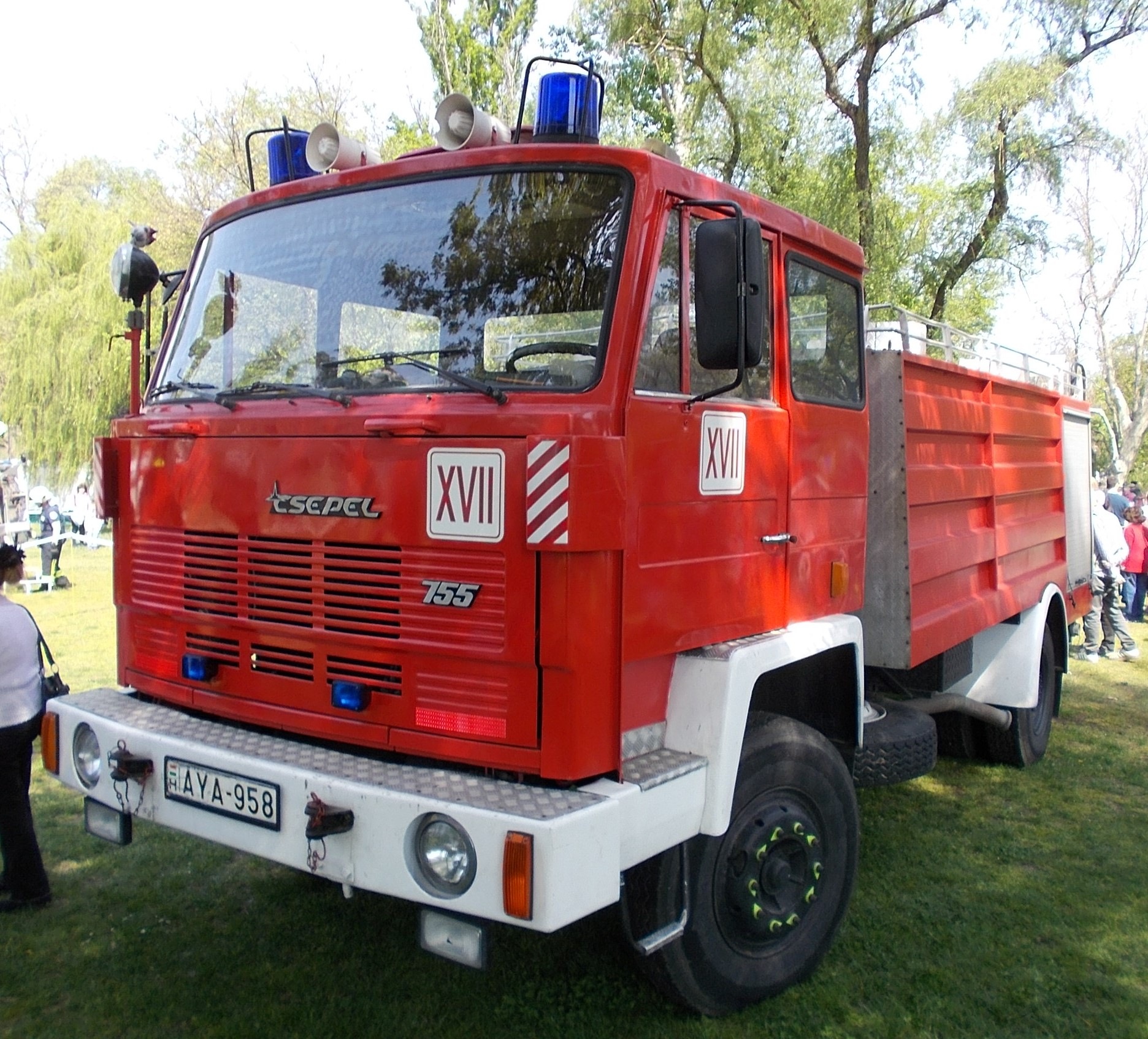
Csepel 755